# کوه سوترو
کوه سوترو (به انگلیسی: Mount Sutro) یک کوه در ایالات متحده آمریکا است که در سان فرانسیسکو واقع شده‌است. کوه سوترو ۲۷۷٫۶۸ متر بالاتر از سطح دریا واقع شده‌است.